# Computer World Tour
Die Computer World Tour (auch Computerwelt Tour) war eine weltweite Tournee der deutschen Synthiepop-Formation Kraftwerk, die zur Unterstützung ihres 1981 veröffentlichten Albums Computerwelt diente.

## Hintergrund
Nach der Veröffentlichung von Computerwelt begaben sich Kraftwerk auf ihre bis dato längste Tournee ihrer bisherigen Geschichte. Sie begann am 14. Mai 1981 in London, endete am 14. Dezember des gleichen Jahres in Oyten und umfasste 90 Konzerte, die die Gruppe nach Australien, Japan, Indien und Osteuropa führten. Die Tournee war nahezu militärisch präzise organisiert, die Band reiste in einem klimatisierten Nightliner. Von Sony hatte Kraftwerk vier große Videobildschirme für die Bühne anfertigen lassen, auf denen sie während der Auftritte ihre Musikvideos zeigten. Bei den Auftritten standen die in schwarz gekleideten Musiker in einem Halbkreis, jeder vor sich eine Konsole und hinter sich einen der Videobildschirme, auf denen stets die gleichen Bilder synchron abliefen. Vor den Musikern standen fluoreszierende Schilder mit den Vornamen der Bandmitglieder. Die gesamte Anordnung sollte die Einheit der Band als „Mensch-Maschine“ ausdrücken, bei der keine Person und kein Element im Vordergrund stehen sollte. Alle Shows liefen nach dem gleichen Schema ab: Zunächst wurden die Besucher eine halbe Stunde lang von sanften elektronischen Klängen begrüßt, bevor eine Roboterstimme das Konzert mit den Worten „Meine Damen und Herren, Ladies and Gentlemen, heute Abend aus Deutschland, die Mensch-Maschine – KRRRAFT-WERRRK!“ ankündigte.
Die Computer World Tour war die letzte Tournee der Gruppe in ihrer klassischen Viererbesetzung, bestehend aus den Bandgründern Ralf Hütter und Florian Schneider, sowie ihren langjährigen Bandmitgliedern Wolfgang Flür und Karl Bartos, die Kraftwerk 1986, bzw. 1990 verließen.

## Setlist

### Beispiel-Setlist
- Intro
- Nummern
- Computerwelt
- Computer Liebe
- Heimcomputer
- Metropolis
- Das Model
- Neonlicht
- Geigerzähler
- Radioaktivität
- Die Stimme der Energie
- Uranium
- Die Sonne, der Mond, die Sterne
- Ohm Sweet Ohm
- Autobahn
- Spiegelsaal
- Mitternacht
- Schaufensterpuppen
- Trans Europa Express
- Metall auf Metall
- Abzug
- Taschenrechner
- Die Roboter
- It’s More Fun to Compute

## Tourdaten
| Nr.                  | Datum              | Stadt               | Land               | Veranstaltungsort            | Anmerkungen                   |
| Leg 1 – Europa       | Leg 1 – Europa     | Leg 1 – Europa      | Leg 1 – Europa     | Leg 1 – Europa               | Leg 1 – Europa                |
| -------------------- | ------------------ | ------------------- | ------------------ | ---------------------------- | ----------------------------- |
| 1                    | 14. Mai 1981       | London              | England            | Hammersmith Odeon            |                               |
| 2                    | 15. Mai 1981       | London              | England            | Hammersmith Odeon            |                               |
| 3                    | 17. Mai 1981       | London              | England            | Lyceum Theatre               |                               |
| 4                    | 18. Mai 1981       | London              | England            | Hammersmith Palais           |                               |
| xx                   | 19. Mai 1981       | Bristol             | England            | Locarno                      | verlegt auf den 30. Juni 1981 |
| 5                    | 20. Mai 1981       | Nottingham          | England            | Rock City                    |                               |
| 6                    | 24. Mai 1981       | Florenz             | Italien            | Cinema Apollo                |                               |
| 7                    | 25. Mai 1981       | Rom                 | Italien            | Teatro Tendastrisce          |                               |
| 8                    | 27. Mai 1981       | Mailand             | Italien            | PalaLido                     |                               |
| 9                    | 28. Mai 1981       | Bologna             | Italien            | PalaDozza                    |                               |
| 10                   | 1. Juni 1981       | Toulouse            | Frankreich         | Halle aux Grains             |                               |
| 11                   | 2. Juni 1981       | Barcelona           | Spanien            | Palau Blaugrana              |                               |
| 12                   | 3. Juni 1981       | Montpellier         | Frankreich         | Grand Odéon                  |                               |
| 13                   | 4. Juni 1981       | Lyon                | Frankreich         | Palais d’Hiver               |                               |
| 14                   | 5. Juni 1981       | Tours               | Frankreich         | Palais des Sports            |                               |
| 15                   | 7. Juni 1981       | Brüssel             | Belgien            | Ancienne Belgique            |                               |
| 16                   | 9. Juni 1981       | Hamburg             | Deutschland        | Musikhalle                   |                               |
| 17                   | 10. Juni 1981      | Berlin              | Deutschland        | Metropol                     |                               |
| 18                   | 12. Juni 1981      | München             | Deutschland        | Kronebau                     |                               |
| 19                   | 15. Juni 1981      | Manchester          | England            | Free Trade Hall              |                               |
| 20                   | 16. Juni 1981      | Glasgow             | Schottland         | Apollo Theatre               |                               |
| 21                   | 17. Juni 1981      | Edinburgh           | Schottland         | Playhouse Theatre            |                               |
| 22                   | 18. Juni 1981      | Newcastle upon Tyne | England            | City Hall                    |                               |
| 23                   | 19. Juni 1981      | Sheffield           | England            | City Hall                    |                               |
| 24                   | 20. Juni 1981      | Liverpool           | England            | Royal Court Theatre          |                               |
| 25                   | 21. Juni 1981      | Liverpool           | England            | Royal Court Theatre          |                               |
| 26                   | 22. Juni 1981      | Leicester           | England            | De Montfort Hall             |                               |
| 27                   | 23. Juni 1981      | Birmingham          | England            | Odeon Theatre                |                               |
| 28                   | 24. Juni 1981      | Nottingham          | England            | Rock City                    |                               |
| 29                   | 26. Juni 1981      | Southampton         | England            | Gaumont Theatre              |                               |
| 30                   | 27. Juni 1981      | Brighton            | England            | The Dome                     |                               |
| 31                   | 28. Juni 1981      | London              | England            | Lyceum Theatre               |                               |
| 32                   | 29. Juni 1981      | London              | England            | Hammersmith Palais           |                               |
| 33                   | 30. Juni 1981      | Bristol             | England            | Locarno                      |                               |
| 34                   | 1. Juli 1981       | Oxford              | England            | New Theatre                  |                               |
| 35                   | 2. Juli 1981       | London              | England            | Hammersmith Odeon            |                               |
| 36                   | 3. Juli 1981       | London              | England            | Hammersmith Odeon            |                               |
| 37                   | 6. Juli 1981       | Paris               | Frankreich         | Olympia                      |                               |
| 38                   | 7. Juli 1981       | Paris               | Frankreich         | Olympia                      |                               |
| Leg 2 – Nordamerika  |                    |                     |                    |                              |                               |
| 39                   | 24. Juli 1981      | Toronto             | Kanada             | Masonic Temple               |                               |
| 40                   | 25. Juli 1981      | Detroit             | Vereinigte Staaten | Nitro Rock Club              |                               |
| 41                   | 27. Juli 1981      | Chicago             | Vereinigte Staaten | Park West                    |                               |
| 42                   | 28. Juli 1981      | Cleveland           | Vereinigte Staaten | Agora Theatre                |                               |
| 43                   | 30. Juli 1981      | Santa Monica        | Vereinigte Staaten | Civic Auditorium             |                               |
| 44                   | 1. August 1981     | Cherry Hill         | Vereinigte Staaten | Emerald City                 |                               |
| 45                   | 2. August 1981     | Washington, D.C.    | Vereinigte Staaten | Warner Theatre               |                               |
| 46                   | 3. August 1981     | New York City       | Vereinigte Staaten | The Ritz Club                |                               |
| 47                   | 4. August 1981     | New York City       | Vereinigte Staaten | The Ritz Club                |                               |
| 48                   | 5. August 1981     | Boston              | Vereinigte Staaten | Berklee Performance Center   |                               |
| Leg 3 – Europa       |                    |                     |                    |                              |                               |
| 49                   | 14. August 1981    | Budapest            | Ungarn             | Kisstadion                   |                               |
| 50                   | 15. August 1981    | Budapest            | Ungarn             | Kisstadion                   |                               |
| 51                   | 18. August 1981    | Katowice            | Polen              | Spodek                       |                               |
| 52                   | 19. August 1981    | Katowice            | Polen              | Spodek                       |                               |
| 53                   | 20. August 1981    | Breslau             | Polen              | Hala Stulecia                |                               |
| 54                   | 21. August 1981    | Zielona Góra        | Polen              | Amfiteatr im. Anny German    |                               |
| 55                   | 23. August 1981    | Sopot               | Polen              | Opera Leśna                  |                               |
| 56                   | 25. August 1981    | Warschau            | Polen              | Hala Torwar                  |                               |
| 57                   | 26. August 1981    | Oppeln              | Polen              | Amfiteatr Tysiąclecia        |                               |
| Leg 4 – Australasien |                    |                     |                    |                              |                               |
| 58                   | 7. September 1981  | Tokio               | Japan              | Nakano Sun Plaza             |                               |
| 59                   | 8. September 1981  | Tokio               | Japan              | Nakano Sun Plaza             |                               |
| 60                   | 10. September 1981 | Tokio               | Japan              | Shibuya Kōkaidō              |                               |
| 61                   | 11. September 1981 | Osaka               | Japan              | Festival Hall                |                               |
| 62                   | 13. September 1981 | Nagoya              | Japan              | Civic Assembly Hall          |                               |
| 63                   | 16. September 1981 | Sydney              | Australien         | Capitol Theatre              |                               |
| 64                   | 17. September 1981 | Sydney              | Australien         | Capitol Theatre              |                               |
| 65                   | 19. September 1981 | Melbourne           | Australien         | Princess Theatre             |                               |
| 66                   | 20. September 1981 | Melbourne           | Australien         | Princess Theatre             |                               |
| 67                   | 25. September 1981 | Bombay              | Indien             | Shanmukhananda Auditorium    | 2 shows                       |
| 68                   | 25. September 1981 | Bombay              | Indien             | Shanmukhananda Auditorium    | 2 shows                       |
| Leg 5 – Europa       |                    |                     |                    |                              |                               |
| 69                   | 19. November 1981  | Passau              | Deutschland        | Nibelungenhalle              |                               |
| 70                   | 20. November 1981  | Salzburg            | Osterreich         | Kongresshaus                 |                               |
| 71                   | 21. November 1981  | Wien                | Osterreich         | Sofiensaal                   |                               |
| 72                   | 22. November 1981  | Regensburg          | Deutschland        | Audimax                      |                               |
| 73                   | 23. November 1981  | Mannheim            | Deutschland        | Rosengarten                  |                               |
| 74                   | 24. November 1981  | Dortmund            | Deutschland        | Westfalenhalle               |                               |
| 75                   | 25. November 1981  | Braunschweig        | Deutschland        | Stadthalle                   |                               |
| 76                   | 26. November 1981  | Kassel              | Deutschland        | Stadthalle                   |                               |
| 77                   | 28. November 1981  | Würzburg            | Deutschland        | Music Hall                   |                               |
| 78                   | 29. November 1981  | Roth                | Deutschland        | Mad Club                     |                               |
| 79                   | 30. November 1981  | Mainz               | Deutschland        | Eltzer Hof                   |                               |
| 80                   | 1. Dezember 1981   | Karlsruhe           | Deutschland        | Gartenhalle                  |                               |
| 81                   | 2. Dezember 1981   | Böblingen           | Deutschland        | Kongresshalle                |                               |
| 82                   | 3. Dezember 1981   | Köln                | Deutschland        | Sartory-Saal                 |                               |
| 83                   | 5. Dezember 1981   | Düsseldorf          | Deutschland        | Philipshalle                 |                               |
| 84                   | 6. Dezember 1981   | Münster             | Deutschland        | Halle Münsterland            |                               |
| 85                   | 7. Dezember 1981   | Kiel                | Deutschland        | Ball Pompös                  |                               |
| 86                   | 8. Dezember 1981   | Hannover            | Deutschland        | Rotation Club                |                               |
| 87                   | 9. Dezember 1981   | Frankfurt am Main   | Deutschland        | Alte Oper                    |                               |
| 88                   | 10. Dezember 1981  | Utrecht             | Niederlande        | Muziekcentrum Vredenburg     |                               |
| 89                   | 13. Dezember 1981  | Pétange             | Luxemburg          | Centre Sportif Bim Diederich |                               |
| 90                   | 14. Dezember 1981  | Oyten               | Deutschland        | Zeppelin-Diskothek           |                               |

## Band
- Ralf Hütter: Gesang, Vocoder, Synthesizer, Keyboards, Orchestron, Sequencer
- Florian Schneider: Vocoder, Synthesizer, Sprachsynthese
- Karl Bartos: Elektronisches Schlagzeug
- Wolfgang Flür: Elektronisches Schlagzeug